# Waltinho
Walter Moraes más conocido como Waltinho (Río de Janeiro, Brasil; 21 de septiembre de 1942), es un exfutbolista brasileño, que se desempeñó como volante en Flamengo y Olaria de Brasil, el Valencia de Venezuela, y en Santa Fe, Millonarios, Unión Magdalena, Junior, Once Caldas y Deportes Quindío de Colombia. Waltinho, es considerado uno de los mejores jugadores de la historia de Santa Fe, club con el que ganó 2 títulos del Fútbol Profesional Colombiano en 1966, y en el año 1971. Además, es uno de los jugadores con más partidos disputados con el conjunto cardenal.

## Trayectoria

### Inicios
Walter Moraes Waltinho, nació en la ciudad de Río de Janeiro en Brasil. En su ciudad natal, empezó a jugar al fútbol desde pequeño. Siendo un niño, trabajaba como cuidandero de automóviles de los jugadores del Flamengo, y un día mientras jugaba fútbol, fue visto por un entrenador que lo llevó a jugar a la escuela del equipo.

### Flamengo
Después de haber jugado en los equipo juveniles por un tiempo, Waltinho subió al equipo profesional y debutó como profesional con el Flamengo en un partido contra el Santos de Pelé en el mítico Estadio de Maracaná. En el equipo brasileño, jugó algunos partidos donde demostró sus condiciones. 

### Valencia de Venezuela
Después de haber jugado en el Flamengo, el volante salió de su país para ir a jugar al Valencia Fútbol Club de Venezuela. Allí estuvo por un año y jugó varios partidos al lado de varios compatriotas. Después de la experiencia en el fútbol venezolano, Waltinho regresó a su país.

### Olaria Atlético Clube
Luego de haber jugado en el fútbol venezolano por un año, el volante se fue a jugar al Olaria Atlético Clube, equipo también de su natal Río de Janeiro. En el Olaria, estuvo por un año y medio, y tuvo partidos destacados. Gracias a sus buenos partidos con el Olaria, Waltinho se fue a jugar a Independiente Santa Fe de Colombia.

### Independiente Santa Fe
A mediados del año 1966, el volante brasileño llegó a la ciudad de Bogotá para jugar en Independiente Santa Fe después de una buena etapa en el Olaria de Río de Janeiro. Desde su llegada al equipo bogotano, demostró sus buenas condiciones y jugó varios partidos en el segundo semestre del año. A finales de aquel año, Santa Fe se coronó campeón del Fútbol Profesional Colombiano por cuarta (4) vez en su historia, y el brasileño ganó su primer título como profesional. Dentro de las figuras del equipo que fue campeón, estuvo Waltinho, que destacó junto a grandes jugadores como los colombianos Delio "Maravilla" Gamboa, Alfonso Cañón, Carlos Rodríguez, Carlos "Copetín" Aponte, además del argentino Omar Lorenzo Devanni, y sus compatriotas Claudionor Cardozo, Luis Carlos Franca, Newton López "Livinho" y Ary Gonçalves. Al año siguiente, en 1967, el equipo cardenal jugó en la Copa Libertadores de América por segunda vez en su historia, y el volante brasileño fue uno de los jugadores más destacados del equipo en el torneo continental. Entre 1968 y 1969, el equipo cardenal no tuvo buenos resultados, pero el volante brasileño fue uno de los jugadores más destacados y rendidores del equipo. Waltinho jugó hasta finales del año 
1969 con Santa Fe, equipo con el que fue campeón, un jugador querido y un jugador destacado.

### Junior y Once Caldas
Después de una exitosa etapa en Independiente Santa Fe, donde fue campeón y figura, el volante brasileño se fue a jugar al Junior de Barranquilla a principios del año 1970. En el equipo costeño, jugó por un semestre. Para el segundo semestre del año, Waltinho se fue a jugar al Once Caldas. En el equipo de Manizales, jugó varios partidos.

### Regreso a Santa Fe
A principios del año 1971, Waltinho regresó a la ciudad de Bogotá para jugar nuevamente en Independiente Santa Fe. En su regreso, el brasileño jugó grandes partidos, y se convirtió en un jugador importante para el equipo, siendo uno de los más destacados dentro de la nómina gracias a su buen juego y su amor a la camiseta. En el año de su regreso, Waltinho volvió a ser campeón con el equipo cardenal, que se coronó campeón del Fútbol Profesional Colombiano por quinta (5) vez en su historia. El volante brasileño fue una de las figuras del equipo junto a los colombianos Alfonso Cañón, Víctor Campaz, Domingo "Tumaco" González, Jaime "Flaco" Rodríguez, los argentinos Manuel Ovejero, y Miguel Ángel Basílico y el uruguayo Wálter Sossa.
De esta manera, el brasileño ganó el segundo título de su carrera, y entró en la historia del equipo cardenal. La etapa del volante brasileño en Santa Fe fue hasta finales del año 1973 cuándo después de haber sido 2 veces campeón, figura del equipo e ídolo de la hinchada dejó el club.

### Millonarios
Después de una exitosa etapa, donde fue figura, ídolo y campeón en Independiente Santa Fe, el brasileño dejó al equipo cardenal y se fue a jugar al otro equipo grande de la ciudad de Bogotá, Millonarios a principios del año 1974. En aquel año, Waltinho se hizo un lugar en el equipo titular, y fue uno de los referentes tanto en el Campeonato Colombiano como en la Copa Libertadores de América donde fue fundamental para que el equipo llegara a semifinales.

### Unión Magdalena
A principios de 1975, Waltinho pasó a jugar al Unión Magdalena, después de un buen año jugando en Millonarios. En el equipo costeño, tuvo grandes partidos, y fue una de las figuras del equipo.

### Deportes Quindío
Tras un año jugando en el Unión Magdalena, el volante brasileño se fue a jugar al Deportes Quindío a principios de 1976. En el equipo "Cuyabro" jugó algunos partidos y se retiró del fútbol profesional.

### Selección Brasil
Gracias a sus buenas actuaciones con la camiseta del Olaria, Waltinho fue convocado a jugar en la selección sub-23 de Brasil en el año 1962. Con la selección, jugó varios partidos amistosos.

## Después del retiro
Después de haber tenido una exitosa carrera como futbolista profesional, siendo campeón y figura en Independiente Santa Fe, Waltinho trabajó como entrenador y formador de jóvenes futbolistas en la ciudad de Cartagena, y en el departamento del Chocó. Luego, regresó a Bogotá, donde se estableció con su familia, y fundó su escuela de fútbol.

## Clubes
| Club                  | País      | Año                   |
| --------------------- | --------- | --------------------- |
| Flamengo              | Brasil    | ¿?                    |
| Valencia Fútbol Club  | Venezuela | ¿?                    |
| Olaria Atlético Clube | Brasil    | ¿?                    |
| Santa Fe              | Colombia  | 1966-1969 y 1971-1973 |
| Junior                | Colombia  | 1970                  |
| Once Caldas           | Colombia  | 1970                  |
| Millonarios           | Colombia  | 1974                  |
| Unión Magdalena       | Colombia  | 1975                  |
| Deportes Quindío      | Colombia  | 1976                  |

## Palmarés

### Campeonatos nacionales
| Título                | Club     | País     | Año  |
| --------------------- | -------- | -------- | ---- |
| Campeonato colombiano | Santa Fe | Colombia | 1966 |
| Campeonato colombiano | Santa Fe | Colombia | 1971 |